# George Comer

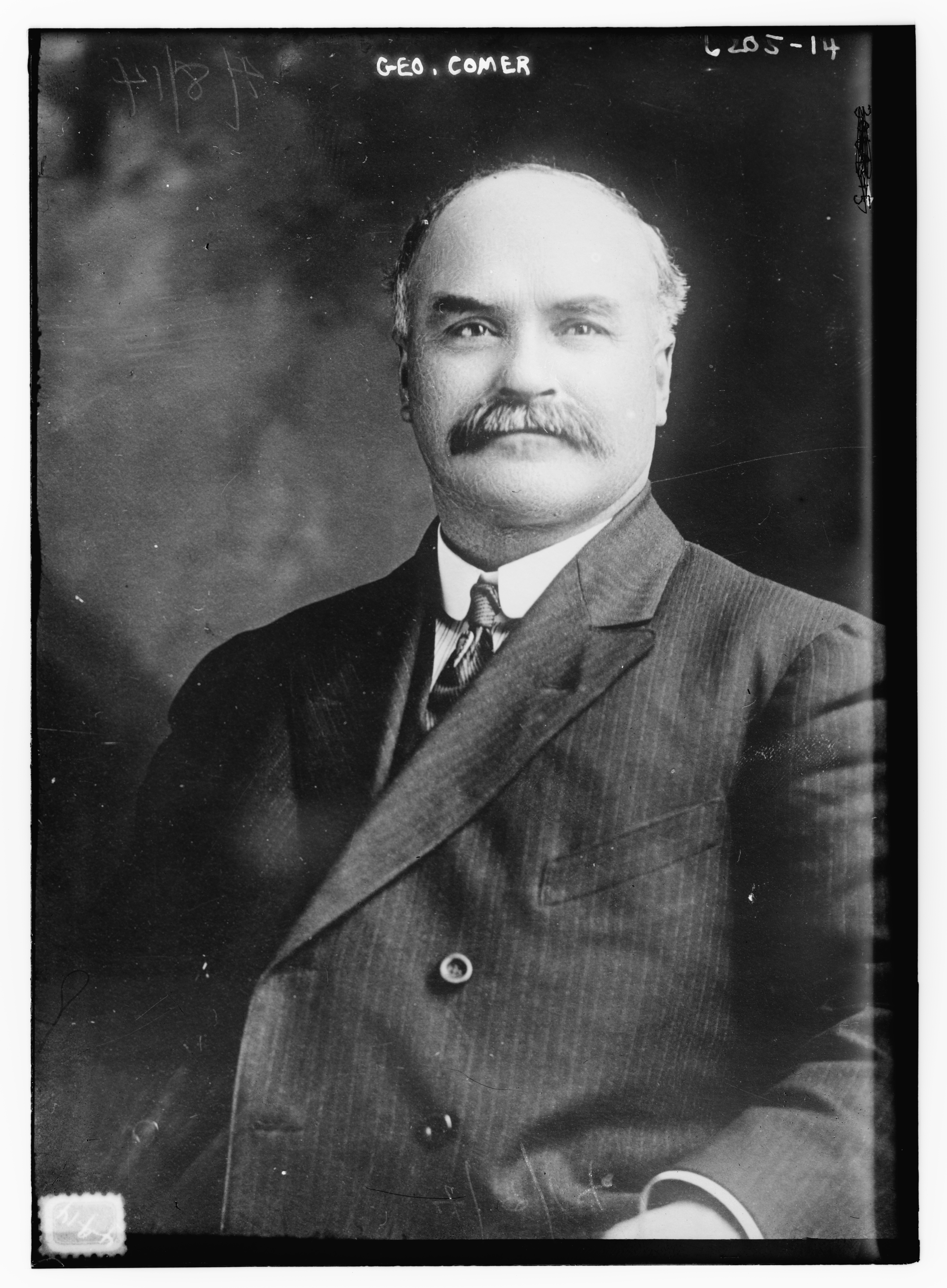
Porträt von George Comer aus dem Jahr 1900

George Comer (* 22. April 1858 in Québec, Provinz Québec; † 27. April 1937 in East Haddam, Connecticut) war ein US-amerikanischer Waljäger, Polarforscher, Ethnologe, Kartograf und Fotograf.

## Leben
Comer war das jüngste von mehreren Kindern von Thomas und Joanna Comer. Sein Vater war britischer, seine Mutter irischer Herkunft. 1860 emigrierte die Familie in die Vereinigten Staaten, wo George Comer in East Haddam, Connecticut aufwuchs. Als er drei Jahre alt war, ging sein Vater auf See verschollen. Da die Mutter die Kinder nicht mehr unterstützen konnte, verbrachte Comer seine Kindheit in einem Waisenhaus in East Haddam. Er besuchte nur zwei Jahre die Schule und im Alter von zehn Jahren arbeitete er auf der Farm von William H. Ayres nahe East Haddam. 1878 heiratete er die ein Jahr ältere Julia Louise Chipman aus Pennsylvania. Das Paar hatte zwei Kinder, eine Tochter, die 1878 und einen Sohn, der 1886 geboren wurde.
Zwischen 1875 und 1912 unternahm Comer elf Walfangreisen in die kanadische Arktis. Während vieler dieser Exkursionen überwinterten er und seine Crew in der Hudson Bay. Von 1895 bis 1906 war er Kapitän auf dem New-Bedford-Walfänger Era, jedoch erlitt das Schiff 1906 südlich von Neufundland Schiffbruch. Von 1907 bis 1912 befehligte Comer die A. T. Gifford während zwei Exkursionen zu den Walfanggründen und 1915 begleitete er Kapitän Donald Baxter MacMillan (1874–1970) zu einer wissenschaftlichen Expedition, um Informationen über die Inuit-Kultur zu sammeln.
Comer zeigte ein großes Interesse an den Inuit, denen er auf seinen Walfangreisen begegnete. Er gewann ihr Vertrauen und ihren Respekt durch faire Behandlung und durch das häufige Überreichen von Geschenken als Zeichen seiner Freundschaft. Er hatte eine besondere Hochachtung für die Aivilingmiut, deren Gebiet sich von Whale Point bis nach Lyon’s Inlet erstreckte, wo Comer den größten Teil seines Walfangs betrieb. Er bildete die fähigsten Aivilingmiut-Männer zu Steuermännern seiner Walfangboote und zu Harpunierern aus. So lernten die Eskimos, ausgefeiltere Geräte zu benutzen, als ihnen normalerweise zur Verfügung standen. Als die Besitzer seines Schiffes beschlossen, die Praxis des Walfangs aufzugeben, überließ Comer die Walfangausrüstung seiner Eskimocrew, zuversichtlich, dass sie die Ausrüstung zum Wohl ihres Stammes einsetzen würden.
Comer stellte vielen Männern und Frauen der Aivilingmiut, Netsilingmiut und Qaernermiut als Gegenleistung für ihre Dienste Handelswaren und Lebensmittel zur Verfügung. Die einheimischen Männer halfen beim Walfang und sorgten für einen Vorrat an frischem Ren-Fleisch, um Skorbut vorzubeugen oder zu bekämpfen, und die Frauen fertigten die Pelzkleidung für die Jagd-Aktivitäten im Winter an. Um der Langeweile während der zehn langen Monate im Winterhafen zu entgegnen, arrangierte Comer Tänze, Konzerte, Abendessen und Sportveranstaltungen zur Belustigung seiner Crew und der Eingeborenen gleichermaßen. In seiner Freizeit zeichnete er systematisch Details des Lebens der Inuit auf und sammelte Proben ihrer materiellen Kultur. Ein Großteil seiner Informationen wurde vom deutsch-amerikanischen Anthropologen Franz Boas, der Comers Mentor war, in seinem Buch The Central Eskimo (1888) und in zwei weiteren Berichten über die Eskimos von Baffin Island und der Hudson Bay verwendet. Comers Sammlungen von Kleidungsstücken, Geräten und Waffen befinden sich heute in Museen in den Vereinigten Staaten und in Deutschland.
Mit einer Ausrüstung des American Museum of Natural History fotografierte Comer die Inuit, fertigte 300 Masken von ihren Gesichtern und hunderte Gipsabdrücke von ihren Händen an und nahm mit einem Phonographen ihre Tänze, Lieder und Stimmen auf. Die Wachszylinder, die er während der Reise der Era in den Jahren 1903 bis 1905 anfertigte, gelten als älteste Tonaufnahmen, die jemals von kanadischen Inuit hergestellt wurden.

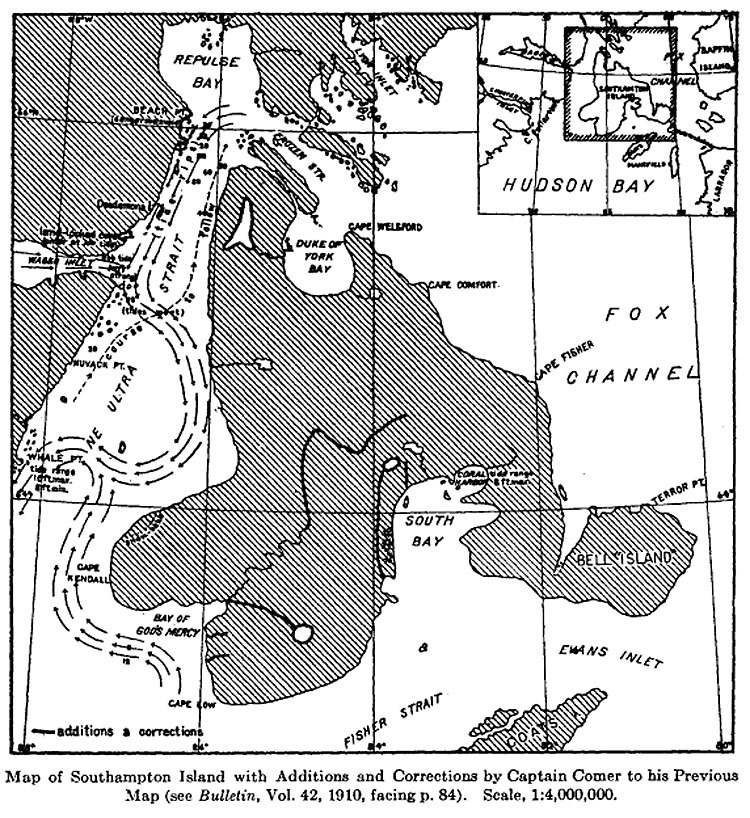
Comers Karte von Southampton Island (1913)

Als Navigator war sich George Comer der Mängel in den veröffentlichten Seekarten der Hudson Bay bewusst. In zwei Artikeln, die im renommierten Bulletin of the American Geographical Society of New York veröffentlicht wurden, präsentierte er eine verbesserte Karte von Southampton Island und Umgebung, die die schmale Meerenge an seinem nördlichen Ende zeigt, die heute den Namen Comer Strait trägt. 1923  veröffentlichte er im Journal American Anthropologist einen Bericht über die Inuit der nordwestlichen Hudson Bay, einschließlich der isolierten Bewohner von Southampton Island, die Sadlermiut, die im Jahre 1902 ausgestorben waren. Comers Beiträge zur Arktis waren nicht nur auf den Walfang beschränkt. Im Jahr 1915 diente er als Kapitän des Schoners George B. Cluett, ein Schiff, das vom American Museum of Natural History angeheuert wurde, um die Mitglieder der MacMillan-Crocker-Landexpedition im Nordwesten Grönlands zu bergen. Als das Hilfsschiff zwei Jahre lang im Eis eingeschlossen war, führte Comer in Uummannaq wertvolle archäologische Ausgrabungen durch und fand Belege für die Thule-Kultur. 1919 machte Comer seine letzte Tour als Kapitän der Finback, einer Yacht, die vom Ethnographen Christian Leden angeheuert worden war, um Handel mit den Inuit und wissenschaftliche Studien in der westlichen Hudson Bay zu betreiben. Die Finback lief im Fullerton Harbor, Hudson Bay, auf Grund und musste aufgegeben werden. Während der letzten Jahre des Ersten Weltkriegs diente George Comer als Leutnant in der United States Navy.
Neben seinen Reisen in die Arktis unternahm Comer auch Exkursionen in die Antarktis. Von Oktober 1885 bis Februar 1886 besuchte er mit dem Rahschoner Era Südgeorgien. Als zwischen 1951 und 1957 eine Vermessungskampagne der South Georgia Survey in dieser Region stattfand, wurde der 635 m hohe Berg Comer Crag vom UK Antarctic Place-Names Committee nach Georg Comer benannt. Seine zweite Reise zwischen November 1887 und Februar 1887 ging auf die Kerguelen. 

Auf seiner dritten Reise auf dem Rahschoner Francis Alleyn, der vom August 1888 bis Januar 1889 unterwegs war, segelte er zur Südatlantik-Insel Gough Island. Hier sammelte er die ersten drei Exemplare des Goughteichhuhns, über das er notierte: 

„Sie können nicht fliegen und benutzen nur ihre Flügel, um ihnen beim Laufen zu helfen… Sie sind ziemlich zahlreich und können von Hand gefangen werden. Sie konnten nicht auf einen drei Fuss hohen Tisch kommen. Die Büsche wachsen auf der Insel bis in Höhen von ungefähr 2000 Fuss, und diese Vögel sind so weit oben zu finden, wie die Büsche wachsen… die Schnabelspitze ist hellgelb, zwischen den Augen ist es scharlachrot. Beine und Füße gelb, mit rötlichen Flecken.“

 Comer nannte die Vögel Mountain Cocks (Berghühner). 1892 wurde das Gough-Teichhuhn von Joel Asaph Allen wissenschaftlich beschrieben und zu Ehren von George Comer benannt.